# Grammitis asahinae
Grammitis asahinae là một loài dương xỉ trong họ Polypodiaceae. Loài này được Ogata H. Itô mô tả khoa học đầu tiên năm 1935.